# 耶律买哥
耶律买哥（？—1259年），蒙古帝国将领，太师耶律阿海的孙子、太师耶律绵思哥的儿子。
耶律买哥通诸国语，成吉思汗到窝阔台时为奉御，赐给他只孙服，承袭其父中都路也可达鲁花赤之职。当时供应浩费，都要盘剥居民，耶律买哥以自己的私帑偿还，事情被大汗知道，赐银万两。1258年，跟随蒙哥大汗攻蜀。1259年，攻打合州钓鱼山，在军中去世。其妻移剌氏，哀痛过度而亡，特赠贞静。耶律买哥七子，其中耶律老哥，官至提刑按察使，入为中书左丞；耶律驴马。